# Sbor Dr. Karla Farského (Kuřim)
Sbor Dr. Karla Farského je chrám církve československé husitské v Kuřimi, v ulici Farského.

## Historie
Kuřimská náboženská obec tehdejší církve československé vznikla v roce 1924. Bohoslužby se v následujících desetiletích konaly na různých místech, např. v 50. letech U Poulíků. Vlastní chrám byl postaven v zahradě uvnitř bloku rodinných domů poblíž železniční stanice mezi lety 1966 a 1968. Sbor, odkazující na Karla Farského, byl vysvěcen 7. července 1968.
Po roce 1990 byla ke kuřimské náboženské obci připojena náboženská obec z Lelekovic s Husovým sborem. Kvůli narušené statice budovy však přestaly být tamní bohoslužby pořádány. Zchátralý objekt lelekovického sboru církev předala neziskové organizaci Betanie – křesťanská pomoc, která zde chce v roce 2017 otevřít stacionář pro tělesně a duševně postižené.